# Pepita & Peter
Pour les articles homonymes, voir Pepita (homonymie) et Peter.
Pepita & Peter était un duo de danse constituée de deux danseuses allemandes Margot Liu et Marta Halusa actif sous l'Allemagne nazie. Elles seront persécutées par les nazis en tant que juives et lesbiennes.

## Margot Liu
Margot Johanna Liu, née Holzmann, naît le 12 janvier 1912 à Ratibor en Silésie, aujourd'hui Racibórz en Pologne et meurt en 1993.
Elle est l'aînée des trois filles d'une famille juive. Ses parents étaient Hulda Bernstein (1892-1925) et Paul Holzmann (1879-1942), commerçant et voyageur de commerce. La famille déménage de Ratibor à Breslau, aujourd'hui Wrocław (Pologne), et de là à Halle (sur la rivière Saale).
En 1925, la mère de Margot meurt d'une fausse couche alors qu'elle n'a que 32 ans. Son père confie ses trois filles mineures, Margot (13 ans), Charlotte (11 ans) et Ilse (8 ans), au foyer pour filles de la Ligue des femmes juives à Neu-Isenburg, au sud de Francfort. Le foyer avait été fondé par Bertha Pappenheim (1859-1936). Le père de Margot voulait qu'elle suive une formation pour s'occuper des enfants (Säuglings- und Kinderpflegerin), mais son rêve était de devenir danseuse soliste.
Lorsque Paul Holzmann épouse en secondes noces Lea (Leonore) Grünbaum (1883-1941) en 1929, ses enfants retournent à Halle.
Après avoir obtenu son diplôme de fin d'études secondaires, Margot, âgée de 16 ans, entre à l'école de ballet Wegner, qu'elle fréquente de 1929 à 1931.
En 1938, son père est déporté au camp de concentration de Sachsenhausen, près d'Oranienburg, au nord de Berlin. Il meurt en 1942 à la suite des dures conditions de travail forcé. En septembre 1944, sa mère est transférée de l'établissement psychiatrique de Schleswig vers un établissement situé à l'est de Berlin, à Meseritz-Obrawalde, aujourd'hui Międzyrzecz-Obrzyce, en Pologne, où elle est tuée.

## Marta Halusa
Marta Halusa, nait le 3 octobre 1910 à Brunsbüttelkoog (qui fait aujourd'hui partie de la ville de Brunsbüttel) et meurt en 1999.
Elle est l'une des huit enfants d'une famille communiste de la classe ouvrière. Ses parents, Berta Gritzka (1877-1944) et Johann Halusa (1876-1969), étaient des protestants nés à Skalung près d'Oppeln, aujourd'hui Skałagi et Opole en Pologne. Ils déménagent en 1907 dans le nord de l'Allemagne pour trouver du travail. 
Après avoir terminé l'école élémentaire à l'âge de 14 ans, Marta commence à travailler comme aide-cuisinière chez une famille dans la région du Holstein. Au début des années 1930, elle déménage à Hambourg, la ville sur l'Elbe, où vivaient ses sœurs. Tout en continuant à travailler comme aide-cuisinière, elle commence à danser professionnellement durant son temps libre.

## La rencontre du duo "Pepita & Peter"
À partir de 1931, Margot  effectue plusieurs tournées de danse en Allemagne, dont une à Hambourg.
Marta se produisait alors dans des théâtres de danse à Hambourg et obtient un rôle dans le spectacle de variétés "Alcazar". 
C'est dans ce spectacle que les deux femmes se rencontrent . 
Après avoir effectué plusieurs tournées ensemble, elles partagent une maison à Berlin, ville dans laquelle Margot a le plus de travail en tant que danseuse. 
Le couple se présente entre autres comme "Pepita & Peter", un duo de danse.

## 1941 - Mariage, divorce et débuts des persécutions
En 1941, Margot Holzmann épouse à Berlin le serveur chinois Chi-Lan Liu (1906-1951) - une décision probablement prise avec l'approbation d'Halusa - et obtient la nationalité chinoise. 
Cela ne lui procure qu'une sécurité limitée contre une déportation imminente car très vite, son mari demande le divorce. Il la dénonce à la police berlinoise en septembre 1942. 
Le fait de vivre en tant que lesbienne n'étant pas punissable, l'avocat de son mari avance contre Margot des arguments qui, selon lui, la criminaliseraient aux yeux du tribunal. Par exemple, il affirme que Margot se prostitue et qu'elle pratique l'"amour lesbien" avec l'"aryenne" Marta Halusa, également prostituée. La prostitution et les activités lesbiennes entre une juive et une femme considérée comme plus élevée dans la hiérarchie parce qu'elle était "aryenne" méritaient d'être punies, selon l'avocat.
Les deux accusées admettent la prostitution, mais nient l'accusation d'homosexualité. Elles sont condamnées pour prostitution, comme elles l'avaient déjà été en 1939. L'unité d'enquête criminelle de la police  à Berlin dépose également un "mémorandum (...) pour suspicion d'amour lesbien" pour Margot Liu en octobre 1942. Le divorce de Margot Liu n'est prononcé qu'après la guerre.

## Persécutions et combats
Pendant plusieurs années, Margot Liu et Marta Halusa sont dénoncées à la police, arrêtées et relâchées, pour être à nouveau dénoncées. Parfois, elles sont relâchées après avoir soudoyé un officier ; parfois, un officier leur extorque de l'argent. 
Elles finissent par entrer dans la clandestinité, se déplaçant fréquemment d'un endroit à l'autre. 
En 1943, Margot Liu trouve du travail dans un laboratoire dentaire. Les propriétaires, Schorn & Schöning, impriment clandestinement des tracts contenant des informations entendues sur des stations de radio anglaises et russes. Marta Halusa accepte de distribuer les tracts dans la partie nord de Berlin.
En avril 1945, les deux femmes sont attirées dans un piège, trahies et de nouveau arrêtées. Cette fois, elles sont accusées de propagande contre l'État et de haute trahison. Elles réussissent cependant à s'échapper durant un transfert entre deux prisons et se cachent jusqu'à l'arrivée de l'Armée rouge.

## Fin de vie
En 1949, elles émigrent en Angleterre, où vit Ilse, la sœur de Margot.
Halusa se convertit au judaïsme à la fin des années 1980 à la synagogue de Belsize Square à Londres. 
Margot Liu est enterrée avec Marta Halusa au cimetière juif d'Edgwarebury, au nord de Londres.

## Commémoration
Margot Liu et Marta Halusa ont été commémorées pour la première fois lors d'une cérémonie organisée au Mémorial des homosexuels persécutés par le nazisme à Berlin en 2014.